# Pakawi Park
Pakawi Park is sinds 1980 een dierentuin in Olmen, Balen (Antwerpen). Tot 2019 stond de dierentuin bekend als de Olmense Zoo.
Het park werd opgericht in 1976 door Louis Roofthooft en is in 1980 officieel voor het publiek geopend. De dierentuin wordt sinds maart 1995 beheerd door de familie Verheyen en is gespecialiseerd in het houden van katachtigen. Jaarlijks komen er ongeveer 200.000 bezoekers naar Pakawi Park.
Pakawi Park is geen lid van de European Association of Zoos and Aquaria (EAZA).

## Geschiedenis
De vorige eigenaar, Louis Roofthooft, een gewezen scheepskapitein uit de omgeving Antwerpen Haven, zocht midden jaren 1970 een plaats op het platteland om zijn privécollectie dieren onder te brengen. In 1976 vestigde hij zich in Olmen en bracht zijn dieren daar onder in een privé-dierenpark. Naast het houden van dieren was Roofthooft ook circusliefhebber, er werd een grote tent naast het domein geplaatst waar dagelijks circusvoorstellingen werden gehouden. In het begin was hij vaak de enige bezoeker van het circus en werkten de artiesten als dierenverzorgers in de zoo. Toen hij begin jaren 1990 overleed, werd het park te koop aangeboden.

### Nieuwe eigenaars
In 1995 nam de familie Verheyen het park over. Ze huisvestte er ook haar eigen privécollectie. In dat jaar trok het park ongeveer 9.000 bezoekers. De eerste jaren na 1995 werd de bestaande infrastructuur grondig aangepakt: dieren kregen meer ruimte in de vorm van eilanden en meer natuurgetrouwe verblijven. Geleidelijk aan werden nieuwe projecten gestart en de dierencollectie uitgebreid waardoor het privé-park uitgroeide tot een volwaardige dierentuin. Er kwam onder meer een restaurant, een tropenhal, een savannegebied en een berenbos.
Het circus bleef behouden. De zoo en het circus waren zonevreemd, maar een provinciaal ruimtelijk uitvoeringsplan stelde dit in regel.

### Ingetrokken vergunning en herstructurering
Op 11 oktober 2017 verloor de Olmense Zoo zijn erkenning als publieke dierentuin nadat er aanhoudend inbreuken op het dierenwelzijn werden vastgesteld. De inrichting werd wederom geclassificeerd als "private dierentuin" en moest om die reden voor het publiek gesloten blijven.
Op 28 oktober 2017 werd bekendgemaakt dat de dierentuin na de sluiting enkele verblijven had aangepast en enkele diersoorten naar andere dierentuinen liet verhuizen. Met deze veranderingen als argument vroeg de directie een nieuwe vergunning aan. De vergunning werd afgegeven en op 18 november 2017 kon weer publiek worden toegelaten.
In navolging van de sluiting werd een herstructureringsplan opgezet om de dierentuin te moderniseren. In het kader hiervan werd op 28 april 2019 bekendgemaakt dat het park voortaan onder de naam Pakawi Park door het leven zou gaan. Op 22 juni 2019 vond de naamsverandering officieel plaats.

## Specialisatie
Pakawi Park is gespecialiseerd in katachtigen. Zo vindt men er Afrikaanse leeuwen,  tijgers, luipaarden, caracals, servals, moeraskatten en poema's. Sinds 2013 bezit het park ook een koppel nevelpanters. Verder heeft de zoo ook een ruime collectie vogels, waaronder papegaaien, uilen, arenden, flamingo's, kraanvogels (zoals de Australische saruskraanvogel) en ibisachtigen (zoals de puna- en de rode ibis).

### Jachtluipaarden
Lange tijd was de zoo in het bijzonder gespecialiseerd in jachtluipaarden, de hobby van de nieuwe eigenaars. Jarenlang werd getracht een fokprogramma op te zetten, doch zonder echt succes. Aanvankelijk werden de jongen ook geëxploiteerd in het circus, waar kinderen ermee op de foto mochten. Herhaaldelijk werden ook nieuwe dieren uit het wild ingevoerd.
In 2007 drong een vrouw in het verblijf van de jachtluipaarden binnen en werd doodgebeten. Toen begin 2011 het laatste vrouwtje overleed, werd het overblijvende mannetje overgebracht naar Frankrijk.
In 2015 heeft de zoo opnieuw een koppel jachtluipaarden in de collectie opgenomen.